# Ortutó
Ortutó (szlovákul: Ortuťová) község Szlovákiában, az Eperjesi kerület Bártfai járásában.

## Fekvése
Bártfától 17 km-re délkeletre, a Tapoly és az Ondava között található.

## Története
A falu a 14. század második felében keletkezhetett. 1414-ben említik először „Ortholth” néven. A makovicai uradalomhoz tartozott. 1618-ban „Ortutowa”, „Ortuto” neveken dokumentálják. (Az „ortut” szó szlovákul és a ruszin lakosaira tekintettel oroszul higanyt jelent. Vagyis a település higanybányászatra jött létre.) A 15. század végén lengyel támadás következtében elnéptelenedett, de később újra telepítették. 1787-ben 36 háza és 235 lakosa volt.
A 18. század végén Vályi András így ír róla: „ORTOVA. Orosz falu Sáros Várm. földes Ura Péchy Uraság, lakosai leg inkább ó hitűek, fekszik Haiszlinhoz közel, mellynek filiája, földgye közép termékenységű, réttyei jók, legelője, fája van.”
A település az 1800-as évek elejére, közepére elszegényedett és az Alföld újratelepítésére innen is indultak telepesek az 1850-es években. Egy család egy lány gyerekkel innen gyalogosan indulva Mezőberényben telepedett le. (Az elszegényedés valószínűleg köthető a higanybányászat megszűnéséhez.) 
1828-ban 38 házát 300-an lakták. Lakosai mezőgazdasággal, szarvasmarha tenyésztéssel és erdei munkákkal foglalkoztak.
Fényes Elek 1851-ben kiadott geográfiai szótárában így ír a faluról: „Ortutova, orosz falu, Sáros vmegyében, Hajszlin fil., 8 kath., 290 g. kath., 8 zsidó lak. F. u. gr. Erdődy, gr. Szirmay. Ut. p. Bártfa.”
A trianoni diktátum előtt Sáros vármegye Bártfai járásához tartozott.
A helyi mezőgazdasági szövetkezetet 1959-ben alapították. Fűrészmalma is volt. A lakosság egy része a bártfai és kassai ipari vállalkozásokban dolgozik.

## Népessége
| Év:            | 1994. | 2004.   | 2014.    | 2024.    |
| -------------- | ----- | ------- | -------- | -------- |
| Emberek száma: | 199   | 203     | 174      | 216      |
| Eltérés:       |       | +2,01 % | -14,28 % | +24,13 % |

| Év:            | 2023. | 2024.   |
| -------------- | ----- | ------- |
| Emberek száma: | 222   | 216     |
| Eltérés:       |       | -2,70 % |

1910-ben 215, túlnyomórészt ruszin lakosa volt.
2001-ben 218 lakosából 172 szlovák és 30 cigány volt.
2011-ben 168 lakosából 105 szlovák és 57 ruszin.

## Külső hivatkozások
- Községinfó
- Ortutó Szlovákia térképén
- E-obce.sk Archiválva 2012. augusztus 22-i dátummal a Wayback Machine-ben